# Голошейный плодоед
Голошейный плодоед (лат. Gymnoderus foetidus) — южноамериканский вид воробьинообразных птиц из семейства котинговых (Cotingidae}), выделяемый в монотипический род голошейных плодоедов (Gymnoderus). Птицы обитают в тропических и субтропических влажных низменных и болотистых лесах, а также в водо-болотных местностях близ ручьёв, речек, рек и пресноводных озёр Амазонской низменности и дренажа верховья реки Ориноко — от юго-востока Колумбии (включая север от начала Андской гряды до востока Мета), юга Венесуэлы (Амасонас) и Гвианы южнее до востока Эквадора, востока Перу, Бразилии и Боливии. Длина тела самцов — 38 см, самок — 36 см. Птицы питаются фруктами. Обычно птицы встречаются поодиночке, летающими высоко над реками или лесом.